# 河村目呂二
河村 目呂二（かわむら めろじ、1886年 - 1959年9月26日）は、大正時代から昭和時代にかけての日本の芸術家・彫刻家。本名は弘。

## 略歴
岐阜県揖斐郡宮地村願成寺（現・池田町）生まれ。大垣中学校を卒業後、大阪医学専門学校に入学するが、芸術家への道を捨てきれず、一年で中退し、東京美術学校に入学し、彫塑科を卒業。幼少時より美術が好きであったと同時に音楽も好きであつたため、「メロディ」と「竹久夢二」の語呂合わせで目呂二と号した。晩年、龍興と号す。猫好きの芸術家であり、招き猫などを多く手がけたことから、「猫の芸術家」「招き猫アーティスト」として知られる。文筆家・随筆家としての顔も持つ。 1915年にレート化粧本舗図案部に入社し、デザインなどを担当した。後に社内で知りあった女性と結婚する。
1919年6月6日、三田平凡寺らが集まって我楽他宗を結成する際、第十五番 丸美山女弄寺、逢染山女弄寺として参加、主に猫に関する物を収集した。後に構造社という彫刻家グループにも参加、作品を出品している。1944年、太平洋戦争が激化すると、軽井沢に疎開、自ら山地を開墾して「木通庵」という草庵を建てて、そこで暮らした。1959年9月26日早朝、軽井沢で73歳で没した。

## 作品
- 「MONEY=KEY（招き）猫」 招き猫人形  1938年発売
- 「芸者招き猫」 招き猫人形 1941年
- 「猫百態」 人形100種
- 「猫百態図」  肉筆画、紙本着色

## 関連書籍
- 河村目呂二「目呂二抄：随筆とスケッチ」1974年・あぽろん社（500部限定発行）
- 荒川千尋「ねこの先生 河村目呂二」風呂猫　2010年 ISBN 9784904732168